# Obwód magadański
Obwód magadański (ros. Магаданская область) – jednostka administracyjna Federacji Rosyjskiej. Znajduje się na Dalekim Wschodzie Rosji. Wchodzi w skład Dalekowschodniego Okręgu Federalnego.

## Geografia
Obwód położony jest w północno-wschodniej części Rosji. Od południa graniczy z Krajem Chabarowskim, od zachodu z Jakucją, od północy z Czukotką, częściowo od wschodu z Krajem Kamczackim a pozostałą część od wschodu oblewają wody Morza Ochockiego.

## Historia
Obwód utworzono dekretem z 3 grudnia 1953 r., który wydzielił go z obszaru Kraju Chabarowskiego.

## Podział administracyjny
Obwód magadański podzielony jest na miasto Magadan oraz 8 rejonów:
- chasyński
- jagodiński
- olski
- omsuchański
- siewiero-eweński
- sredniekański
- susumański
- tenkiński

## Miejscowości

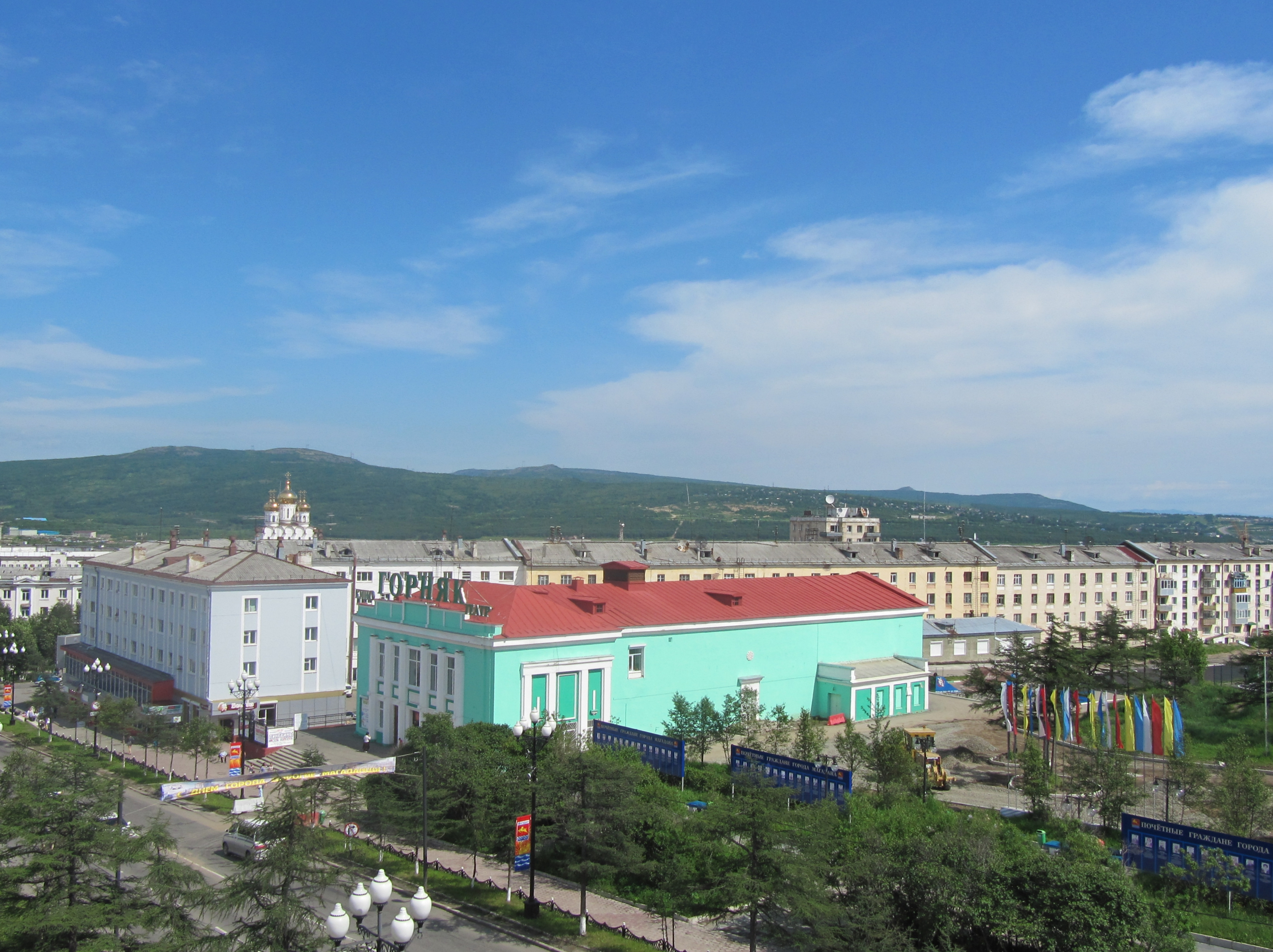
Magadan jest największym miastem obwodu, zamieszkanym przez prawie 2/3 jego populacji

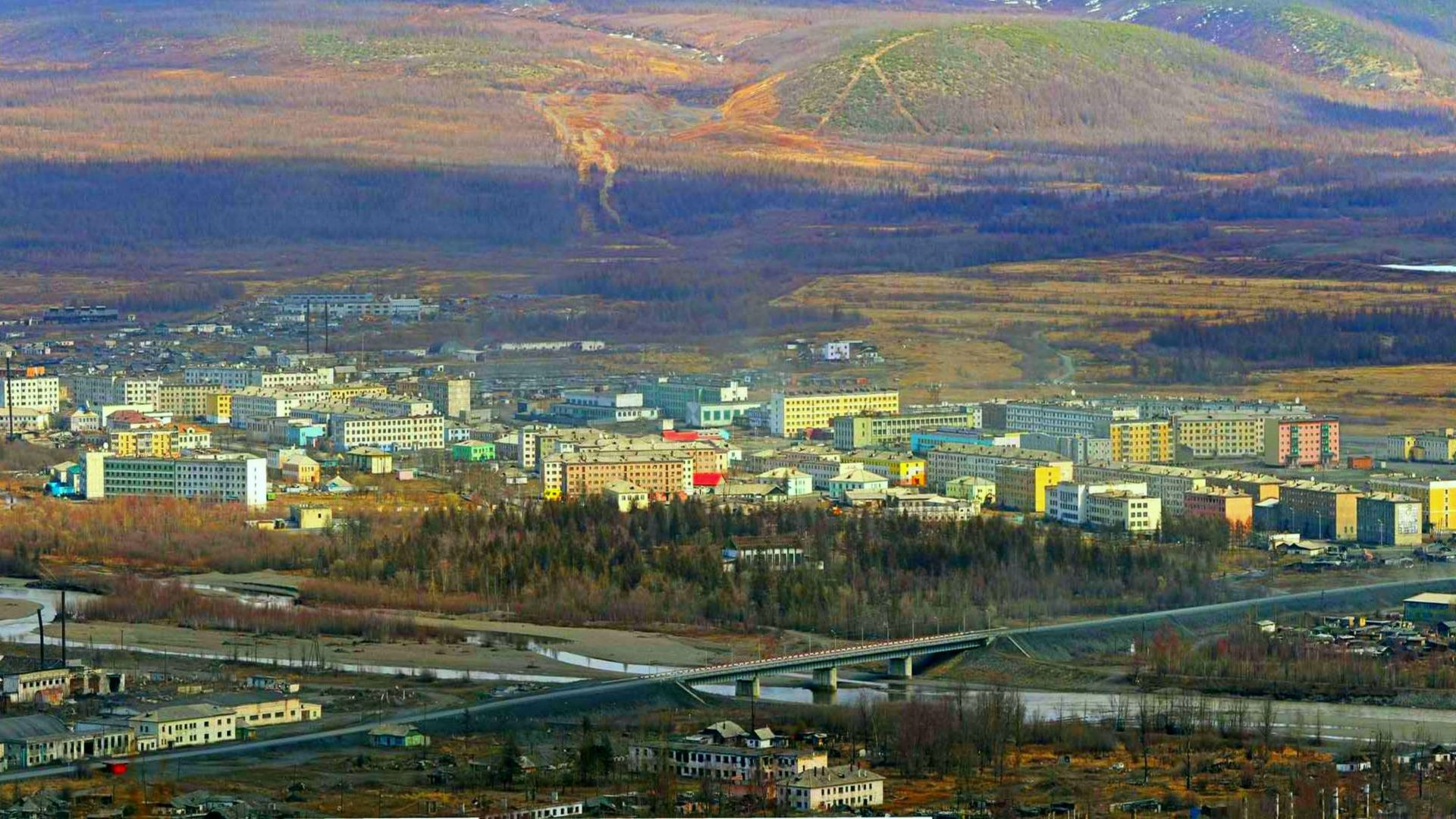
Susuman stanowi ośrodek wydobycia złota

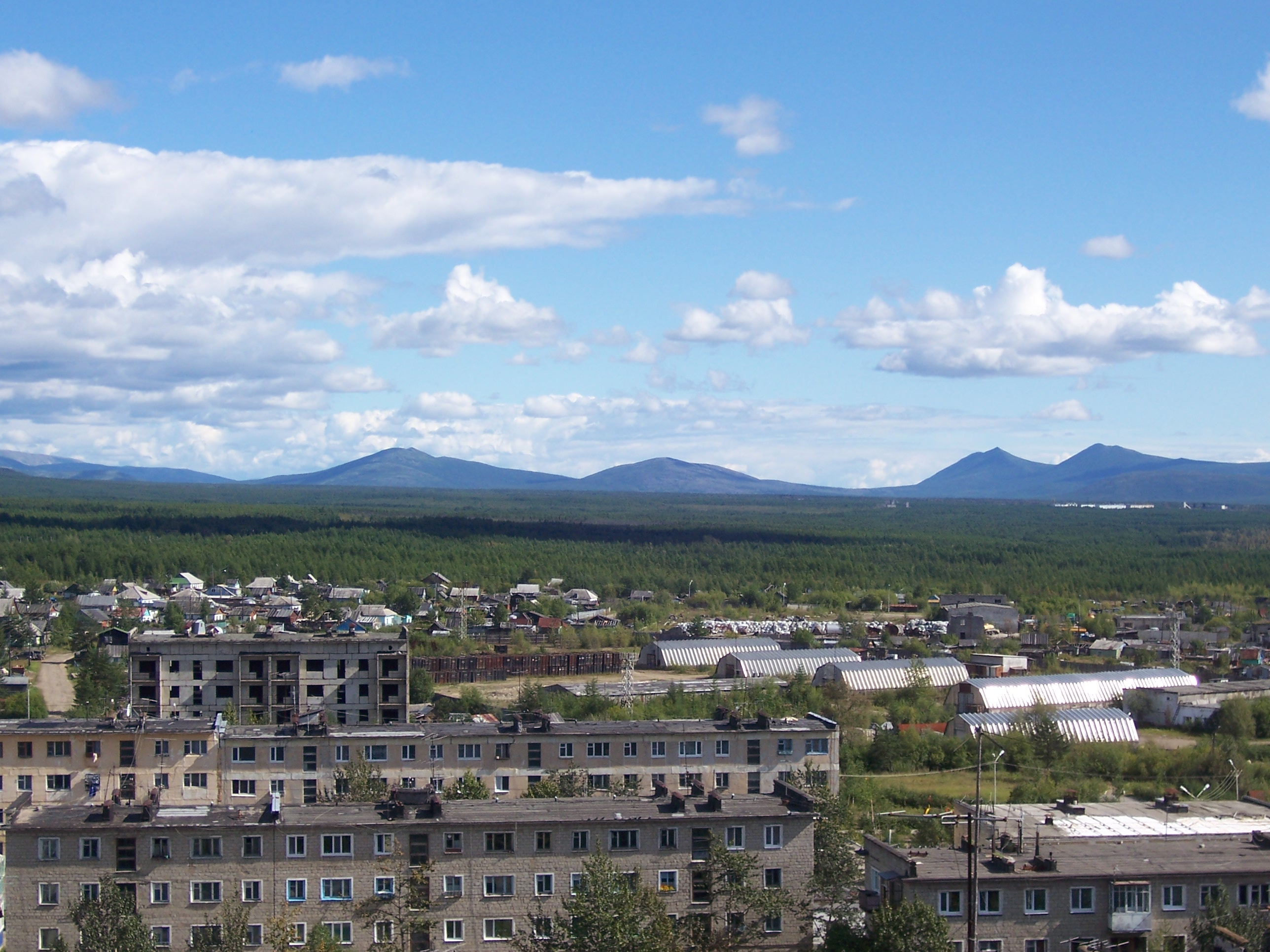
Sokoł został założony wraz z budową portu lotniczego Magadan

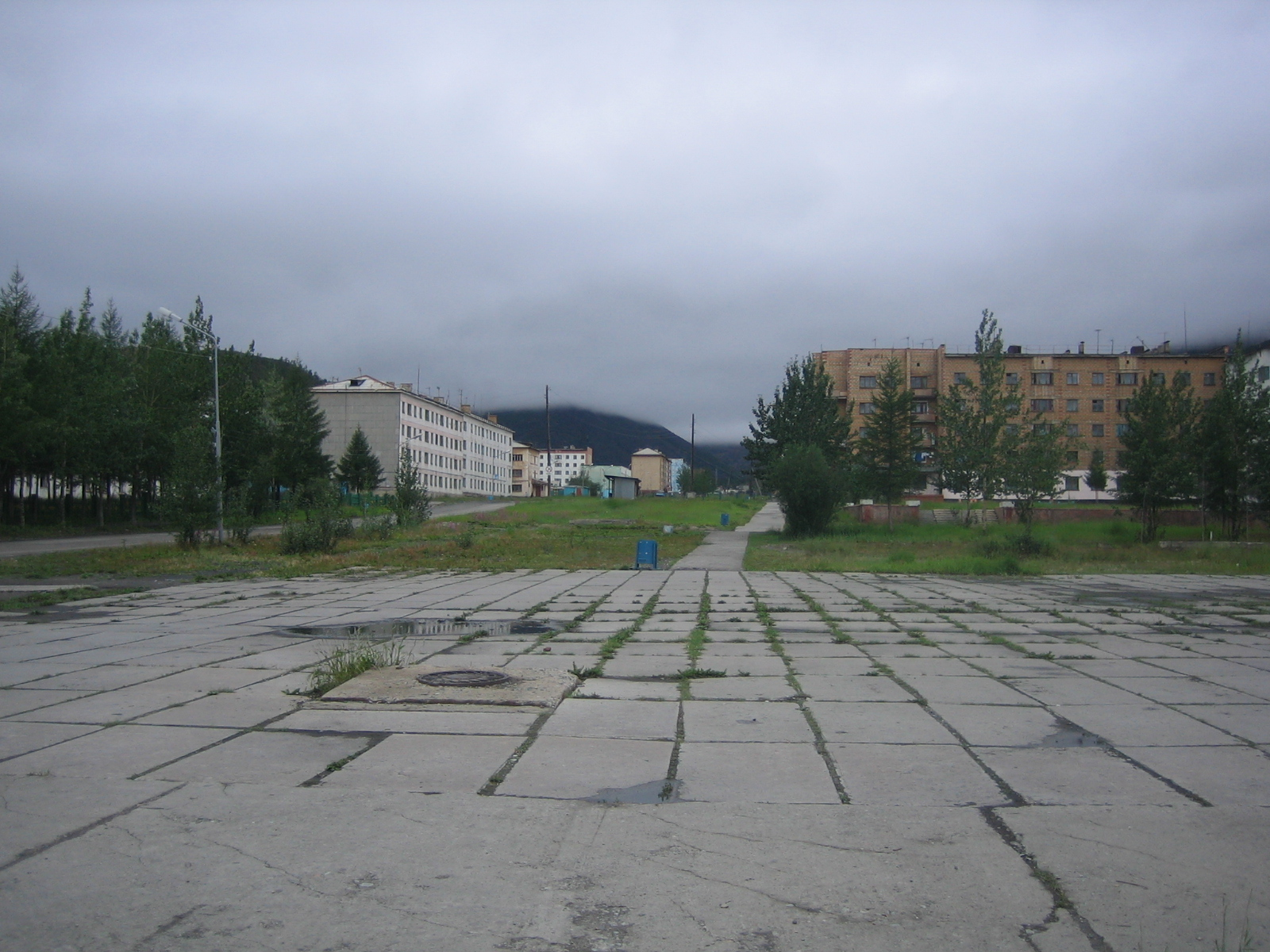
Omsukczan powstał w związku z odkryciem złóż złota, srebra i cyny

Miasta i osiedla typu miejskiego
(wymieniono tylko miejscowości liczące powyżej 1 tys. mieszkańców; stan według spisu powszechnego z 2010 roku.)
| Nazwa       | Liczba mieszkańców |
| ----------- | ------------------ |
| Magadan     | 95982              |
| Oła         | 6215               |
| Susuman     | 5855               |
| Sokoł       | 4685               |
| Jagodnoje   | 4397               |
| Pałatka     | 4244               |
| Omsukczan   | 4157               |
| Ust´-Omczug | 3914               |
| Siniegorje  | 2821               |
| Siejmczan   | 2818               |
| Stiekolnyj  | 2023               |
| Uptar       | 1991               |
| Ewiensk     | 1793               |
| Orotukan    | 1531               |
| Dukat       | 1351               |
| Miaundża    | 1663               |
| Armań       | 1071               |
| Chołodnyj   | 1062               |

## Demografia
W roku 2000 szacowano ludność obwodu na ok. 233 tys. mieszkańców. Gęstość zaludnienia tym samym wynosiła 0,5 osoby na km². Spis powszechny z 2002 roku wykazał, że żyło w obwodzie magadańskim 182 726 ludzi. Gęstość zaludnienia obwodu (powierzchnia obwodu wynosi 461 400 km²) tym samym wynosiła 0,4 osoby na km². Oznacza to, że w ciągu dwóch zaledwie lat populacja na tym obszarze zmniejszyła się o ok. 52 tys. ludzi. Według szacunków w roku 2010 w obwodzie zamieszkiwało 157 000 (0,35 osoby na km²).
| Rok  | Populacja | Zmiana   | Gęstość zaludnienia na km² |
| ---- | --------- | -------- | -------------------------- |
| 1926 | 7 tys.    | –        | 0,015                      |
| 1939 | 152 tys.  | 145 tys. | 0,32                       |
| 1990 | 390 tys.  | 238 tys. | 0,84                       |
| 2000 | 233 tys.  | 157 tys. | 0,5                        |
| 2002 | 182 tys.  | 52 tys.  | 0,39                       |
| 2010 | 157 tys.  | 25 tys.  | 0,34                       |
| 2018 | 144 tys.  | 13 tys.  | 0,31                       |

| Narodowość           | populacja (%)    |
| -------------------- | ---------------- |
| Rosjanie             | 127 936 (81,49%) |
| Ukraińcy             | 9857 (6,28%)     |
| Eweni (autochtoni)   | 2635 (1,68%)     |
| Tatarzy              | 1415 (0,90%)     |
| Białorusini          | 1121 (0,71%)     |
| Koriacy (autochtoni) | 900 (0,57%)      |

## Tablice rejestracyjne
Tablice pojazdów zarejestrowanych w obwodzie magadańskim mają oznaczenie 49 w prawym górnym rogu nad flagą Rosji i literami RUS.